# Ocotepeque megye
Ocotepeque Honduras legnyugatibb megyéje. Székhelye Ocotepeque. Területét Copán és Gracias (a mai Lempira) megyék részeiből alakították ki.

## Földrajz
Az ország nyugati részén elterülő megye északon Copán, keleten és délkeleten Lempira megyével, délen Salvadorral, nyugaton pedig Guatemalával határos. Copán és Lempira megyével alkotott hármashatárán található a Celaque Nemzeti Park.

## Népesség
Ahogy egész Hondurasban, a népesség növekedése Ocotepeque megyében is gyors. A változásokat szemlélteti az alábbi táblázat:
| Év             | Lakosság |
| -------------- | -------- |
| 1988           | 77 128   |
| 2001           | 108 029  |
| 2010 (becsült) | 132 453  |